# Kroisos

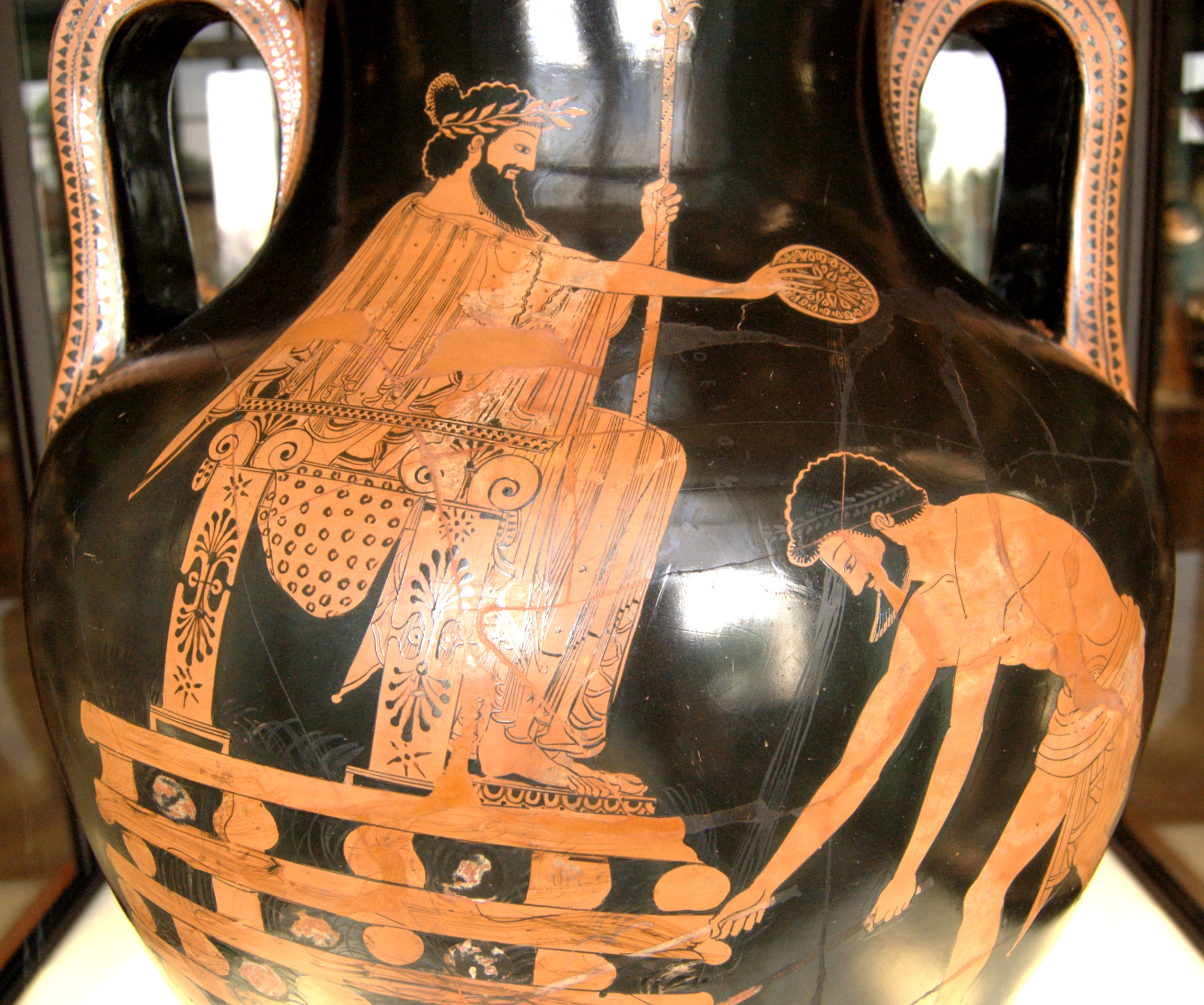
Kroisos na attické amfoře nalezené ve Vulci (mezi lety 500–490 př. n. l.)

Kroisos (řecky Κροῖσος, latinsky Croesus) byl lýdský král z rodu Mermnovců, panující asi v letech 560–547 př. n. l. Byl synem krále Alyatta II. a blíže neznámé ženy z kárského rodu. Podle antických pramenů měl několik nevlastních bratrů a sester.
Byl prvním panovníkem, který nechal razit mince jako platidlo. Byly z elektra (slitina zlata a stříbra). Jeho mincovny však postupem času přišly se separací (oddělení) a za jeho vlády se již razily první mince z ryzího zlata. Dnes jsou to nejstarší zlaté mince na světě. Londýnské muzeum jich několik vlastní.
O Kroisově životě prakticky chybí soudobé prameny a řada informací je pololegendárního rázu. Není dokonce ani známo, jak znělo jeho jméno v lýdštině, dochovala se jen řecká varianta. U současníků byl tento král, jehož říše se rozprostírala nad celou západní částí Malé Asie, proslulý především svým bohatstvím. V Hérodotových Dějinách se popisují jeho štědré dary delfské věštírně a takových příkladů je více. Ještě dnes se používá přirovnání "bohatý jako Krésus".
Známý je Kroisos také svým dotazem delfské věštírně, zda má zahájit válku se svým soupeřem, perským králem Kýrem II. Dvojznačná odpověď: "Překročíš-li [pohraniční] řeku Halys, zničíš velkou říši", ho přiměla k útoku na perské pozice, ale bitva u Pterie v Kappadokii rozhodla, že Kroisos zničil svou vlastní říši. Podle Hérodota mu vítězný Kýros daroval život, existují však náznaky, že ve skutečnosti při obraně své země zahynul. Po jeho smrti se Lýdie stala součástí perského impéria.